# Carano
Carano est une ancienne commune italienne d'environ 1 000 habitants située dans la province autonome de Trente, dans la région du Trentin-Haut-Adige, dans le Nord-Est de l'Italie. Elle fusionne avec Daiano et Varena le 1er janvier 2020 pour former Ville di Fiemme.

## Administration
| Période                                  | Période | Identité | Étiquette | Qualité |
| ---------------------------------------- | ------- | -------- | --------- | ------- |
|                                          |         |          |           |         |
| Les données manquantes sont à compléter. |         |          |           |         |

### Communes limitrophes
Aldino, Trodena nel parco naturale, Daiano, Cavalese, Anterivo, Castello-Molina di Fiemme.